# Daniił Elkonin
Daniił Borisowicz Elkonin (ur. 3 lutego?/16 lutego 1904 w Małej Pereszczepynie koło Połtawy, zm. 4 października 1984 w Moskwie) – radziecki psycholog i pedagog, doktor habilitowany, członek Akademii Nauk Pedagogicznych ZSRR.

## Życiorys
Od 1914 do 1920 roku uczył się w Połtawie, następnie (ze względu na trudną sytuację materialną rodziny) pracował jako urzędnik i nauczyciel. W latach 1924–1929 studiował w Państwowym Instytucie Pedagogicznym im. Aleksandra Hercena w Leningradzie. Jako student zaangażowany był w pracę naukową na temat fizjologii układu nerwowego.
Po ukończeniu studiów rozpoczął pracę w Instytucie Hercena zajmując się problematyką twórczych zabaw dziecięcych. W 1932 roku został Zastępcą Dyrektora ds. Naukowych Instytutu. Od 1937 do 1941 roku był nauczycielem w jednej z leningradzkich szkół podstawowych oraz prowadził wykłady w Instytucie Pedagogicznym. Był twórcą podręczników dla narodów Dalekiej Północy. W 1940 roku obronił pracę doktorską na temat rozwoju mowy uczniów. W czasie II wojny światowej służył w Armii Czerwonej i brał udział m.in. w obronie Leningradu. Po wojnie wykładał psychologię w Wojskowym Instytucie Pedagogicznym Armii Radzieckiej.
Po zwolnieniu w 1953 roku z wojska w randze podpułkownika rozpoczął pracę w Instytucie Psychologii Rosyjskiej Akademii Nauk w Moskwie, w którym pracował do śmierci. Od 1959 roku kierował w moskiewskiej szkole nr 110 programem badawczym, który stał się osnową do opracowania nowych podstaw programowych dla nauczycieli.
W 1962 obronił pracę habilitacyjną i otrzymał stopnień doktora habilitowanego, a w 1968 roku został wybrany członkiem Akademii Nauk Pedagogicznych ZSRR. Od 1966 roku przez wiele lat wykładał na Wydziale Psychologii Uniwersytetu Moskiewskiego.

## Zainteresowania naukowe
Zainteresowania naukowe Elkonina koncentrowały się wokół badań nad psychologią wieku przedszkolnego oraz wczesnoszkolnego. Uważał, że należy dziecięcą zabawę poddać analizie psychologicznej. Wynikiem obserwacji i późniejszej analizy był pogląd, że twórcze zabawy dziecięce (takie, które polegają na odgrywaniu roli, cechując się maksymalnym zaangażowaniem oraz pełnym zadowoleniem) są czynnikiem ułatwiającym dzieciom poznawanie otaczającego świata. Według Elkonina, zabawa to szczególny typ działalności dziecka kryjący w sobie jego stosunek do otaczającej, przede wszystkim społecznej rzeczywistości i mający własną specyficzną treść i budowę – szczególny przedmiot i motywy działalności oraz szczególny system działań. Zgodnie z jego poglądami zabawa u dzieci rozwija procesy psychiczne bezpośrednio z nią związane – wyobraźnię, myślenie, fantazję, pamięć oraz psychomotorykę. Na podstawie pracy badawczej nad zachowaniem uczniów opracował nowe wzory programowo-metodyczne nauczania, które były oparte na teorii etapowego kształtowania czynności umysłowych. Elkonin jest również autorem nowej, oryginalnej, fonicznej metody nauki czytania poprzez wykorzystanie fonemów.
Jest autorem ponad 100 publikacji naukowych.

## Główne prace
- Tworczeskije rolewyje igry, 1957
- Razwitije rieczi w doszkolnom wozrastie, 1958
- Dietskaja psichołogija, 1960
- Bukwar´, 1961
- Psichołogija dietiej doszkolnogo wozrasta, red. 1964 (razem z A. Zaporożcem)
- Wozrastnyje wozmożnosti uswojenija znanij, red. 1966 (razem z W. Dawydowem)
- Psichołogija licznosti i diejatielnosti szkolnikow, 1971 (wraz z A. Zaporożcem)
- Psichołogiczeskije usłowija razwiwajuszczego obuczenija, 1976
- Psychologia zabawy, 1978, wyd. pol. WSiP, 1984

Źródło: